# Seznam zmagovalcev Odprtega prvenstva Avstralije - moške dvojice
Seznam zmagovalcev teniškega turnirja Odprto prvenstvo Avstralije med moškimi dvojicami.

## Zmagovalci po letih
| Leto       | Zmagovalca                          | Druga                               | Rezultat finala             |
| ---------- | ----------------------------------- | ----------------------------------- | --------------------------- |
| 1905       | Randolph Lycett Tom Tachell         | E. T. Barnard B. Spence             | 11–9, 8–6, 1–6, 4–6, 6–1    |
| 1906       | Rodney Heath Tony Wilding           | Harry Parker C. C. Cox              | 6–2, 6–4, 6–2               |
| 1907       | Bill Gregg Harry Parker             | Horace Rice George Wright           | 6–2, 3–6, 6–2, 6–2          |
| 1908       | Fred Alexander Alfred Dunlop        | Gilbert G. Sharp Anthony Wilding    | 6–3, 6–2, 6–1               |
| 1909       | J. P. Keane Ernie Parker            | Tom Crooks Anthony Wilding          | 1–6, 6–1, 6–1, 9–7          |
| 1910       | Ashley Campbell Horace Rice         | Rodney Heath J. L. Odea             | 6–3, 6–3, 6–2               |
| 1911       | Rodney Heath Randolph Lycett        | J. J. Addison Norman Brookes        | 6–2, 7–5, 6–0               |
| 1912       | James Cecil Parke Charles Dixon     | Alfred Beamish Gordon Lowe          | 6–4, 6–4, 6–2               |
| 1913       | Alf Hedeman Ernie Parker            | Harry Parker Ray Taylor             | 8–6, 4–6, 6–4, 6–4          |
| 1914       | Ashley Campbell Gerald Patterson    | Rodney Heath Arthur O'Hara Wood     | 7–5, 3–6, 6–3, 6–3          |
| 1915       | Horace Rice Clarence V. Todd        | Gordon Lowe Bert St. John           | 8–6, 6–4, 7–9, 6–3          |
| 1916 1918  | Prva svetovna vojna                 | Prva svetovna vojna                 | Prva svetovna vojna         |
| 1919       | Pat O'Hara Wood Ron Thomas          | James Anderson Arthur Lowe          | 7–5, 6–1, 7–9, 3–6, 6–3     |
| 1920       | Pat O'Hara Wood Ron Thomas          | Horace Rice Ray Taylor              | 6–1, 6–0, 7–5               |
| 1921       | S.H. Eaton Rhys Gemmell             | N. Brearley E. Stokes               | 7–5, 6–3, 6–3               |
| 1922       | John Hawkes Gerald Patterson        | James Anderson Norman Peach         | 8–10, 6–0, 6–0, 7–5         |
| 1923       | Pat O'Hara Wood Bert St. John       | Dudley Bullough Horace Rice         | 6–4, 6–3, 3–6, 6–0          |
| 1924       | James Anderson Norman Brookes       | Pat O'Hara Wood Gerald Patterson    | 6–2, 6–4, 6–3               |
| 1925       | Pat O'Hara Wood Gerald Patterson    | James Anderson Fred Kalms           | 6–4, 8–6, 7–5               |
| 1926       | John Hawkes Gerald Patterson        | James Anderson Pat O'Hara Wood      | 6–1, 6–4, 6–2               |
| 1927       | John Hawkes Gerald Patterson        | Pat O'Hara Wood Ian McInness        | 8–6, 6–2, 6–1               |
| 1928       | Jean Borotra Jacques Brugnon        | James Willard Edgar Moon            | 6–2, 4–6, 6–4, 6–4          |
| 1929       | Jack Crawford Harry Hopman          | Ronald V. Cummings Gar Moon         | 6–1, 6–8, 4–6, 6–1, 6–3     |
| 1930       | Jack Crawford Harry Hopman          | John Hawkes Tim Fitchett            | 8–6, 6–1, 2–6, 6–3          |
| 1931       | Charles Donohoe Ray Dunlop          | Jack Crawford Harry Hopman          | 8–6, 6–2, 5–7, 7–9, 6–4     |
| 1932       | Jack Crawford Gar Moon              | Harry Hopman Gerald Patterson       | 12–10, 6–3, 4–6, 6–4        |
| 1933       | Keith Gledhill Ellsworth Vines      | Jack Crawford Gar Moon              | 6–4, 10–8, 6–2              |
| 1934       | Pat Hughes Fred Perry               | Adrian Quist Don Turnbull           | 6–8, 6–3, 6–4, 3–6, 6–3     |
| 1935       | Jack Crawford Vivian McGrath        | Pat Hughes Fred Perry               | 6–4, 8–6, 6–2               |
| 1936       | Adrian Quist Don Turnbull           | Jack Crawford Vivian McGrath        | 6–8, 6–2, 6–1, 3–6, 6–2     |
| 1937       | Adrian Quist Don Turnbull           | John Bromwich Jack Harper           | 6–2, 9–7, 1–6, 6–8, 6–4     |
| 1938       | John Bromwich Adrian Quist          | Gottfried von Cramm Henner Henkel   | 7–5, 6–4, 6–0               |
| 1939       | John Bromwich Adrian Quist          | Colin Long Don Turnbull             | 6–4, 7–5, 6–2               |
| 1940       | John Bromwich Adrian Quist          | Jack Crawford Vivian McGrath        | 6–3, 7–5, 6–1               |
| 1941 1945  | Druga svetovna vojna                | Druga svetovna vojna                | Druga svetovna vojna        |
| 1946       | John Bromwich Adrian Quist          | Max Newcombe Leonard Schwartz       | 6–3, 6–1, 9–7               |
| 1947       | John Bromwich Adrian Quist          | Frank Sedgman George Worthington    | 6–1, 6–3, 6–1               |
| 1948       | John Bromwich Adrian Quist          | Frank Sedgman Colin Long            | 1–6, 6–8, 9–7, 6–3, 8–6     |
| 1949       | John Bromwich Adrian Quist          | Geoffrey Brown Bill Sidwell         | 1–6, 7–5, 6–2, 6–3          |
| 1950       | John Bromwich Adrian Quist          | Jaroslav Drobný Eric Sturgess       | 6–3, 5–7, 4–6, 6–3, 8–6     |
| 1951       | Frank Sedgman Ken McGregor          | John Bromwich Adrian Quist          | 11–9, 2–6, 6–3, 4–6, 6–3    |
| 1952       | Frank Sedgman Ken McGregor          | Don Candy Mervyn Rose               | 6–4, 7–5, 6–3               |
| 1953       | Lew Hoad Ken Rosewall               | Don Candy Mervyn Rose               | 9–11, 6–4, 10–8, 6–4        |
| 1954       | Mervyn Rose Rex Hartwig             | Neale Fraser Clive Wilderspin       | 6–3, 6–4, 6–2               |
| 1955       | Vic Seixas Tony Trabert             | Lew Hoad Ken Rosewall               | 6–3, 6–2, 2–6, 3–6, 6–1     |
| 1956       | Lewis Hoad Ken Rosewall             | Don Candy Mervyn Rose               | 10–8, 13–11, 6–4            |
| 1957       | Neale Fraser Lew Hoad               | Malcolm Anderson Ashley Cooper      | 6–3, 8–6, 6–4               |
| 1958       | Ashley Cooper Neale Fraser          | Roy Emerson Bob Mark                | 7–5, 6–8, 3–6, 6–3, 7–5     |
| 1959       | Rod Laver Bob Mark                  | Don Candy Robert Howe               | 9–7, 6–4, 6–2               |
| 1960       | Rod Laver Bob Mark                  | Roy Emerson Neale Fraser            | 1–6, 6–2, 6–4, 6–4          |
| 1961       | Rod Laver Bob Mark                  | Roy Emerson Martin Mulligan         | 6–3, 7–5, 3–6, 9–11, 6–2    |
| 1962       | Roy Emerson Neale Fraser            | Bob Hewitt Fred Stolle              | 4–6, 4–6, 6–1, 6–4, 11–9    |
| 1963       | Bob Hewitt Fred Stolle              | Ken Fletcher John Newcombe          | 6–2, 3–6, 6–3, 3–6, 6–3     |
| 1964       | Bob Hewitt Fred Stolle              | Roy Emerson Ken Fletcher            | 6–4, 7–5, 3–6, 4–6, 14–12   |
| 1965       | John Newcombe Tony Roche            | Roy Emerson Fred Stolle             | 3–6, 4–6, 13–11, 6–3, 6–4   |
| 1966       | Roy Emerson Fred Stolle             | John Newcombe Tony Roche            | 7–9, 6–3, 6–8, 14–12, 12–10 |
| 1967       | John Newcombe Tony Roche            | Bill Bowrey Owen Davidson           | 3–6, 6–3, 7–5, 6–8, 8–6     |
| 1968       | Dick Crealy Allan Stone             | Terry Addison Ray Keldie            | 10–8, 6–4, 6–3              |
| 1969       | Rod Laver Roy Emerson               | Ken Rosewall Fred Stolle            | 6–4, 6–4                    |
| 1970       | Bob Lutz Stan Smith                 | John Alexander Phil Dent            | 8–6, 6–3, 6–4               |
| 1971       | John Newcombe Tony Roche            | Tom Okker Marty Riessen             | 6–2, 7–6                    |
| 1972       | Ken Rosewall Owen Davidson          | Ross Case Geoff Masters             | 3–6, 7–6, 6–2               |
| 1973       | John Newcombe Malcolm Anderson      | John Alexander Phil Dent            | 6–3, 6–4, 7–6               |
| 1974       | Ross Case Geoff Masters             | Syd Ball Bob Giltinan               | 6–7, 6–3, 6–4               |
| 1975       | John Alexander Phil Dent            | Bob Carmichael Allan Stone          | 6–3, 7–6                    |
| 1976       | John Newcombe Tony Roche            | Ross Case Geoff Masters             | 7–6, 6–4                    |
| 1977 (jan) | Arthur Ashe Tony Roche              | Charlie Pasarell Erik Van Dillen    | 6–4, 6–4                    |
| 1977 (dec) | Ray Ruffels Allan Stone             | John Alexander Phil Dent            | 7–6, 7–6                    |
| 1978       | Wojtek Fibak Kim Warwick            | Paul Kronk Cliff Letcher            | 7–6, 7–5                    |
| 1979       | Peter McNamara Paul McNamee         | Paul Kronk Cliff Letcher            | 7–6, 6–2                    |
| 1980       | Mark Edmondson Kim Warwick          | Peter McNamara Paul McNamee         | 7–5, 6–4                    |
| 1981       | Mark Edmondson Kim Warwick          | Hank Pfister John Sadri             | 6–3, 6–7, 6–3               |
| 1982       | John Alexander John Fitzgerald      | Andy Andrews John Sadri             | 6–4, 7–6                    |
| 1983       | Mark Edmondson Paul McNamee         | Steve Denton Sherwood Stewart       | 6–3, 7–6                    |
| 1984       | Mark Edmondson Sherwood Stewart     | Joakim Nyström Mats Wilander        | 6–2, 6–2, 7–5               |
| 1985       | Paul Annacone Christo van Rensburg  | Mark Edmondson Kim Warwick          | 3–6, 7–6, 6–4, 6–4          |
| 1986       | Sprememba termina                   | Sprememba termina                   | Sprememba termina           |
| 1987       | Stefan Edberg Anders Järryd         | Peter Doohan Laurie Warder          | 6–4, 6–4, 7–6               |
| 1988       | Rick Leach Jim Pugh                 | Jeremy Bates Peter Lundgren         | 6–3, 6–2, 6–3               |
| 1989       | Rick Leach Jim Pugh                 | Darren Cahill Mark Kratzmann        | 6–4, 6–4, 6–4               |
| 1990       | Pieter Aldrich Danie Visser         | Grant Connell Glenn Michibata       | 6–4, 4–6, 6–1, 6–4          |
| 1991       | Scott Davis David Pate              | Patrick McEnroe David Wheaton       | 6–7, 7–6, 6–3, 7–5          |
| 1992       | Todd Woodbridge Mark Woodforde      | Kelly Jones Rick Leach              | 6–4, 6–3, 6–4               |
| 1993       | Danie Visser Laurie Warder          | John Fitzgerald Anders Järryd       | 6–4, 6–3, 6–4               |
| 1994       | Jacco Eltingh Paul Haarhuis         | Byron Black Jonathan Stark          | 6–7, 6–3, 6–4, 6–3          |
| 1995       | Jared Palmer Richey Reneberg        | Mark Knowles Daniel Nestor          | 6–3, 3–6, 6–3, 6–2          |
| 1996       | Stefan Edberg Petr Korda            | Sébastien Lareau Alex O'Brien       | 7–5, 7–5, 4–6, 6–1          |
| 1997       | Todd Woodbridge Mark Woodforde      | Sébastien Lareau Alex O'Brien       | 4–6, 7–5, 7–5, 6–3          |
| 1998       | Jonas Björkman Jacco Eltingh        | Todd Woodbridge Mark Woodforde      | 6–2, 5–7, 2–6, 6–4, 6–3     |
| 1999       | Jonas Björkman Patrick Rafter       | Leander Paes Mahesh Bhupathi        | 6–3, 4–6, 6–4, 6–7(10), 6–4 |
| 2000       | Ellis Ferreira Rick Leach           | Wayne Black Andrew Kratzmann        | 6–4, 3–6, 6–3, 3–6, 18–16   |
| 2001       | Jonas Björkman Todd Woodbridge      | Byron Black David Prinosil          | 6–1, 5–7, 6–4, 6–4          |
| 2002       | Mark Knowles Daniel Nestor          | Fabrice Santoro Michaël Llodra      | 7–6(4), 6–3                 |
| 2003       | Fabrice Santoro Michaël Llodra      | Mark Knowles Daniel Nestor          | 6–4, 3–6, 6–3               |
| 2004       | Fabrice Santoro Michaël Llodra      | Mike Bryan Bob Bryan                | 7–6(4), 6–3                 |
| 2005       | Wayne Black Kevin Ullyett           | Mike Bryan Bob Bryan                | 6–4, 6–4                    |
| 2006       | Mike Bryan Bob Bryan                | Martin Damm Leander Paes            | 4–6, 6–3, 6–4               |
| 2007       | Mike Bryan Bob Bryan                | Maks Mirni Jonas Björkman           | 7–5, 7–5                    |
| 2008       | Jonathan Erlich Andy Ram            | Arnaud Clément Michaël Llodra       | 7–5, 7–6(4)                 |
| 2009       | Mike Bryan Bob Bryan                | Mahesh Bhupathi Mark Knowles        | 2–6, 7–5, 6–0               |
| 2010       | Mike Bryan Bob Bryan                | Daniel Nestor Nenad Zimonjić        | 6–3, 6–7(5), 6–3            |
| 2011       | Mike Bryan Bob Bryan                | Mahesh Bhupathi Leander Paes        | 6–3, 6–4                    |
| 2012       | Leander Paes Radek Štěpánek         | Mike Bryan Bob Bryan                | 7–6(7–1), 6–2               |
| 2013       | Mike Bryan Bob Bryan                | Robin Haase Igor Sijsling           | 6–3, 6–4                    |
| 2014       | Łukasz Kubot Robert Lindstedt       | Eric Butorac Raven Klaasen          | 6–3, 6–3                    |
| 2015       | Simone Bolelli Fabio Fognini        | Pierre-Hugues Herbert Nicolas Mahut | 6–4, 6–4                    |
| 2016       | Jamie Murray Bruno Soares           | Daniel Nestor Radek Štěpánek        | 2–6, 6–4, 7–5               |
| 2017       | Henri Kontinen John Peers           | Bob Bryan Mike Bryan                | 7–5, 7–5                    |
| 2018       | Oliver Marach Mate Pavić            | Juan Sebastián Cabal Robert Farah   | 6–4, 6–4                    |
| 2019       | Pierre-Hugues Herbert Nicolas Mahut | Henri Kontinen John Peers           | 6–4, 7–6(7–1)               |
| 2020       | Rajeev Ram Joe Salisbury            | Max Purcell Luke Saville            | 6–4, 6–2                    |
| 2021       | Ivan Dodig Filip Polášek            | Rajeev Ram Joe Salisbury            | 6–3, 6–4                    |
| 2022       | Thanasi Kokkinakis Nick Kyrgios     | Matthew Ebden Max Purcell           | 7–5, 6–4                    |
| 2023       | Rinky Hijikata Jason Kubler         | Hugo Nys Jan Zieliński              | 6–4, 7–6(7–4)               |
| 2024       | Rohan Bopanna Matthew Ebden         | Simone Bolelli Andrea Vavassori     | 7–6(7–0), 7–5               |
| 2025       | Harri Heliövaara Henry Patten       | Simone Bolelli Andrea Vavassori     | 6–7(16–18), 7–6(7–5), 6–3   |